# Villaumbrales
Villaumbrales ist eine nordspanische Kleinstadt und Hauptort einer Gemeinde (municipio) mit 623 Einwohnern (Stand: 2024) in der Provinz Palencia in der Autonomen Gemeinschaft Kastilien-León.

## Lage und Klima
Villaumbrales liegt in der Region Tierra de Campos auf der kastilischen Hochebene in einer Höhe von ca. 735 m. Die Provinzhauptstadt Palencia befindet sich mit ihrem Stadtzentrum etwa 13 Kilometer (Fahrtstrecke) südöstlich. 
Das Klima im Winter ist durchaus kalt, im Sommer dagegen warm bis heiß; die eher spärlichen Regenfälle (ca. 491 mm/Jahr) fallen überwiegend im Winterhalbjahr.

## Bevölkerungsentwicklung
| Jahr      | 1970 | 1981 | 1991 | 2001 | 2011 | 2021 |
| Einwohner | 754  | 961  | 955  | 872  | 752  | 653  |

## Sehenswürdigkeiten

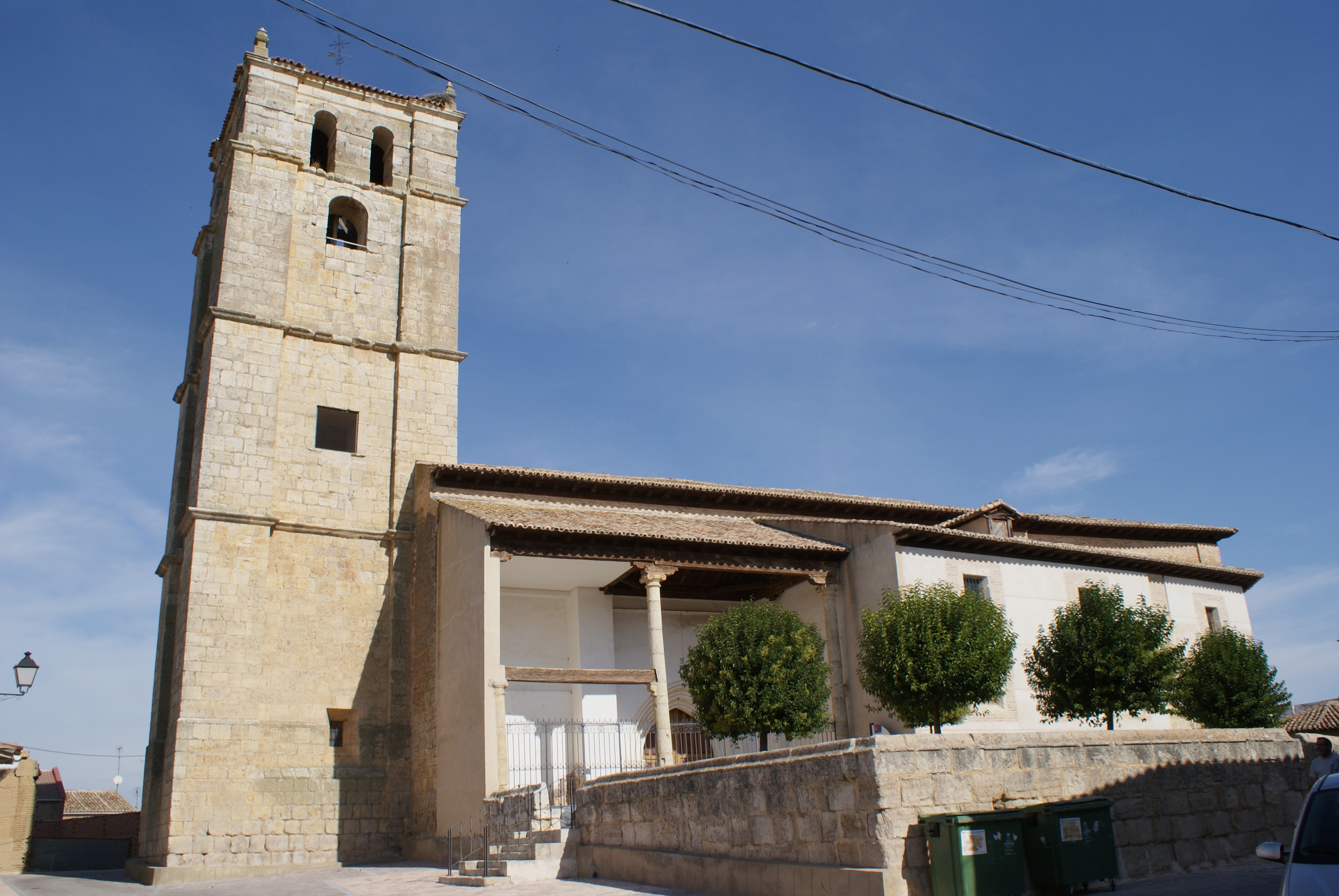
Johanniskirche
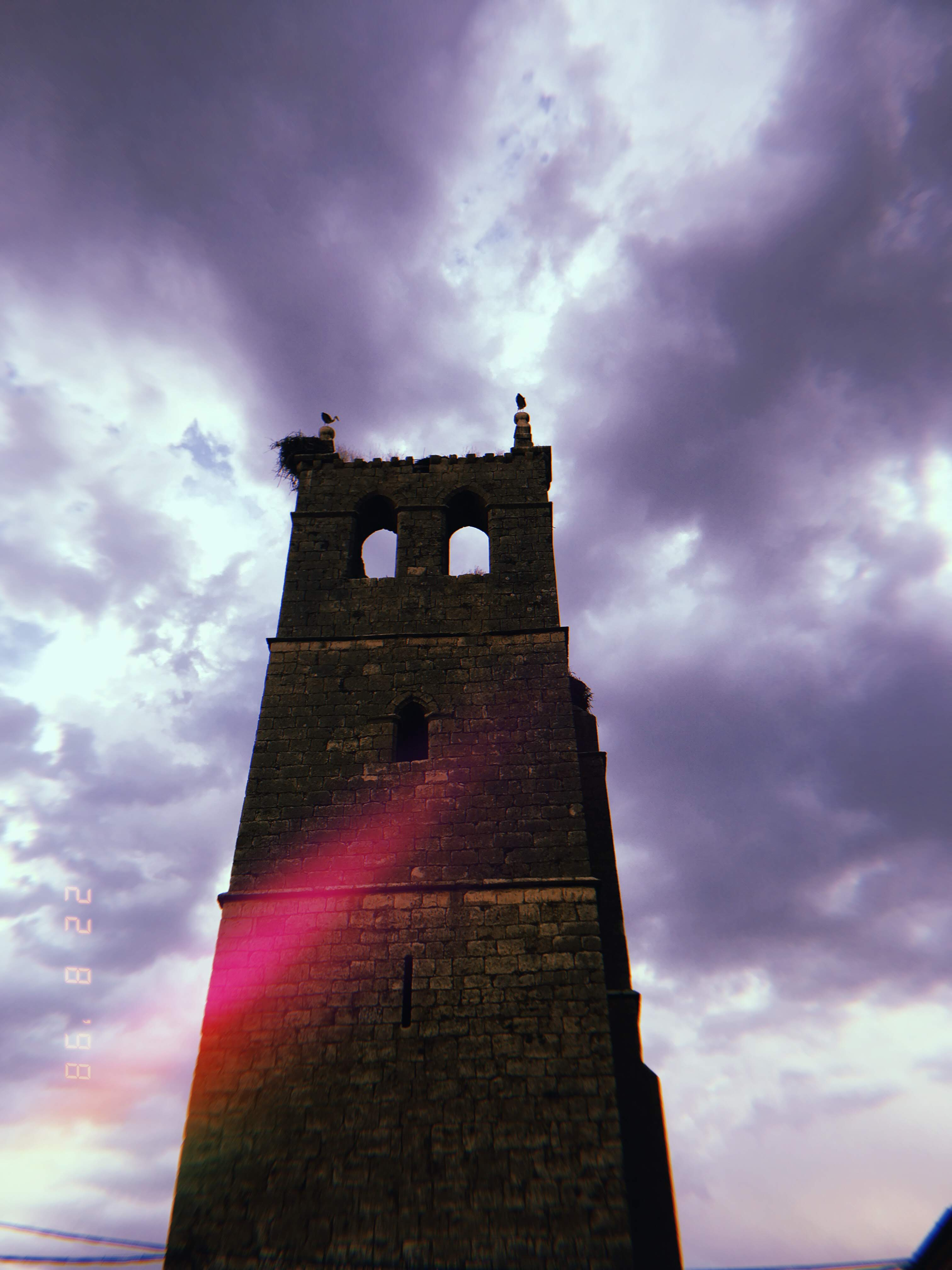
Turm der alten Pelagiuskirche
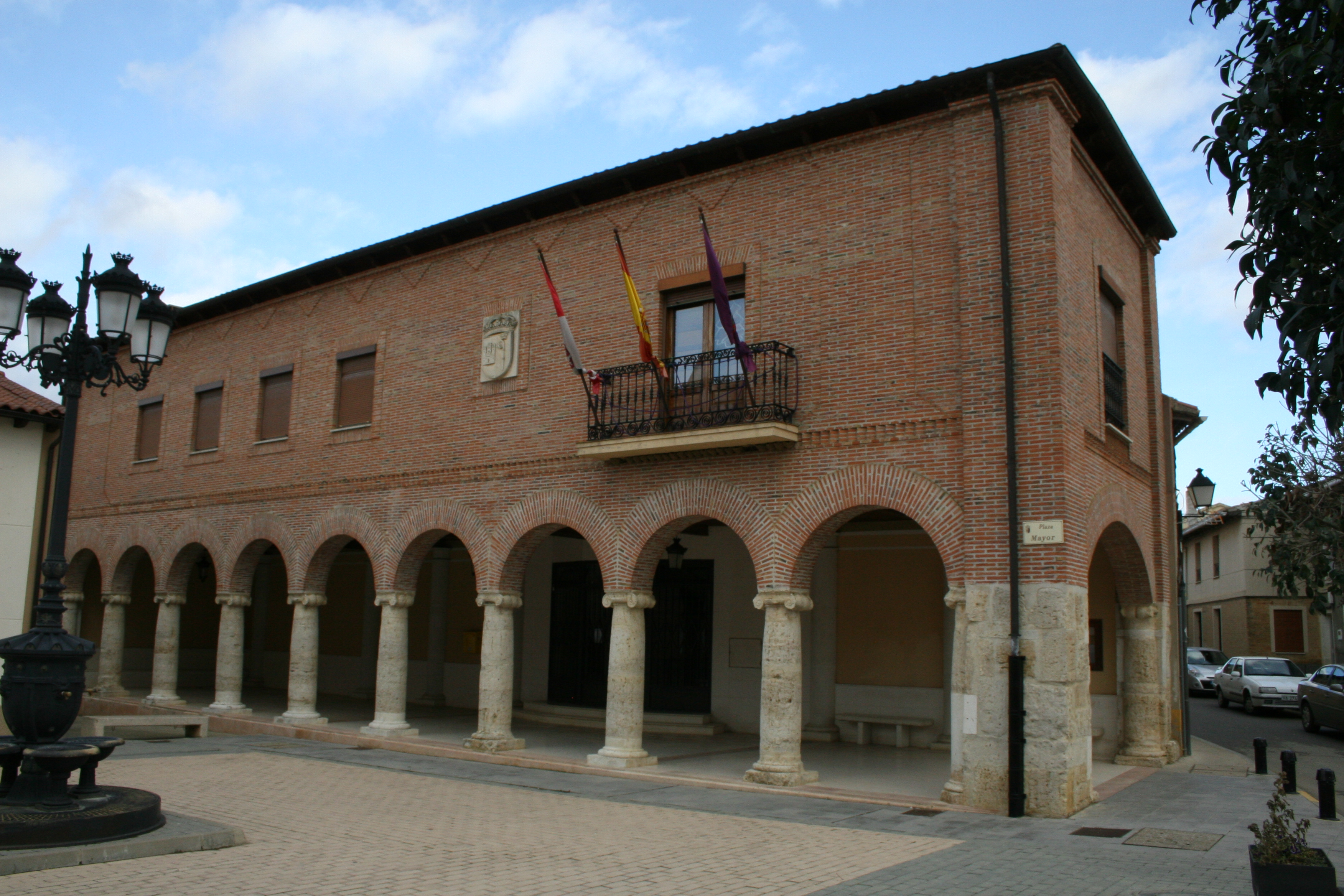
Rathaus

- Johanniskirche
- Turm der alten Pelagiuskirche
- Rathaus